# L'Amour et les Forêts
Pour l'adaptation, voir L'Amour et les Forêts (film).
L'Amour et les Forêts est un roman d'Éric Reinhardt publié le 21 août 2014 aux éditions Gallimard et ayant reçu la même année le prix France Culture-Télérama.
Le film a été adapté au cinéma en 2023 sous le même titre par Valérie Donzelli.

## Historique
Le roman – qui a été en lice jusqu'à la deuxième sélection du prix Goncourt ainsi que pour les principaux prix littéraires français l'année de sa parution – reçoit finalement en 2014 le prix France Télévisions, le prix Renaudot des lycéens ainsi que le prix France Culture-Télérama en 2015. Il est également considéré comme le meilleur roman français (ex æquo) dans la liste des Meilleurs livres de l'année du magazine Lire.

## Résumé
Le roman raconte « l'histoire d'une femme incapable d'échapper à sa condition d'épouse et de mère » malgré les brimades et humiliations, qui donne « parfois l'impression d'un vrai témoignage ». Le narrateur est un romancier qui par hasard rencontre cette « lectrice enthousiaste », Bénédicte Ombredanne, professeur agrégée de lettres, et s'attache à elle. Leur rencontre a lieu dès les premières pages, puis elle se confie à lui par des échanges d'emails. Ils se rencontrent au café Nemours, à Paris et elle lui avoue qu'elle est malheureuse et désespérée : ses enfants ne l'aiment pas et elle ne parvient pas à quitter son mari, qui la persécute et la harcèle, la critique devant eux, et toutes « ses tentatives pour échapper à son sort ne font que resserrer la nasse » dans laquelle elle se sent piégée par lui, car est peu à l'aise avec le monde réel. Elle est pourtant « entourée de frères et sœurs et d’amis ». L'écrivain, ému par cette situation terrible essaie d'en savoir plus pour lui venir en aide, d'autant que ces emails l'intriguent. L'héroïne finit par tenter de trouver une issue dans la drague sur internet. L'auteur a voulu ainsi écrire une suite à son précédent roman, Cendrillon, qui a été un succès littéraire. Dans ce roman, Éric Reinhardt tentait de s'imaginer une vie très différente s'il n'avait pas croisé à 23 ans sa future épouse.

## Inspiration et polémique
L'auteur a reconnu peu après la publication avoir « entrecroisé » la réalité et la fiction, et déclaré s'être « inspiré de plusieurs femmes », qui lui ont écrit et qu'il a vues. « Tout est vrai dans ce livre, je n'ai rien inventé sauf la forme ! », explique-t-il à Ouest-France. L'une de ces femmes, victime de harcèlement conjugal, l'a croisé dans un TGV et aurait selon lui désiré qu'il écrive son histoire. L'auteur explique ainsi s'être décidé à écrire ce roman après « une succession de coïncidences » et reproduit en particulier la lettre d'une lectrice, qu'il a trouvée « absolument sublime ». Plusieurs critiques ont fait des rapprochements avec Madame Bovary,.
Six mois plus tard, en mars 2015, une controverse naît entre l'auteur et une professeure de français, qui le met en cause pour « contrefaçon et atteinte à la vie privée », déclarant s'être reconnue dans le personnage principal de Bénédicte Ombredanne. Cette professeur de français a entretenu une correspondance entre 2007 et 2009 avec l'écrivain, qu'elle a contacté en 2007 après la publication de Cendrillon pour lui communiquer son émotion. Il aurait selon elle utilisé dans son roman des éléments de sa vie personnelle, et repris les différentes scènes de son manuscrit "La jetée", récit de 44 pages relatant ses propres problèmes personnels, qu'elle lui avait envoyé pour avoir son avis en avril 2009. 
Dans ce manuscrit, cette professeure de français raconte son histoire, ainsi que des extraits, parfois mots pour mots, de leurs échanges épistolaires,. 
Éric Reinhardt répond alors à la presse par un texto qu'il s'agit d'accusations « calomnieuses » et déclare que son héroïne n'est en fait qu'un personnage de fiction.
L'avocate de la plaignante, Maître Wekstein, a indiqué qu'Éric Reinhardt et sa maison d'édition Gallimard ont ensuite transigé en signant un accord confidentiel évitant à l'écrivain le passage devant un tribunal.

## Réception critique
Bien reçu par la critique,, le roman s'est vendu à plus de 100 000 exemplaires durant la première année de sa parution.
Il est salué pour « bousculer bien des préjugés », même si sa lecture « laisse une sensation de suffocation » et que la critique avertit d'une écriture très spécifique, « ne laissant aucune chance de reprendre son souffle ».

## Éditions
- Éditions Gallimard, coll. « Blanche », 2014,  (ISBN 978-2070143979)
- Éditions Gallimard, coll. « Folio », 2016  (ISBN 978-2070468157)
- Éditions Gallimard, coll. « Écoutez Lire », 2 CD, lu par Marie-Sophie Ferdane, 2016  (ISBN 978-2070147793)